# Χ̑
Cette page contient des caractères spéciaux ou non latins. S’ils s’affichent mal (▯, ?, etc.), consultez la page d’aide Unicode.
Le khi brève inversée, χ̑, est une lettre grecque additionnelle utilisée dans l’écriture de certains dialectes du grec moderne.

## Utilisation
Nikolas Kontosopoulos et d’autres auteurs utilisent le khi brève inversée ‹ χ̑ › pour représenter une consonne fricative palatale sourde [ç],.

## Représentations informatiques
Le khi brève inversée peut être représente avec les caractères Unicode suivants (grec et copte, diacritiques):
| formes    | représentations | chaînes de caractères | points de code | descriptions                                            |
| --------- | --------------- | --------------------- | -------------- | ------------------------------------------------------- |
| capitale  | Χ̑               | Χ◌̑                    | U+03A7 U+0311  | lettre majuscule grecque khi diacritique brève inversée |
| minuscule | χ̑               | χ◌̑                    | U+03C7 U+0311  | lettre minuscule grecque khi diacritique brève inversée |